# Epicypta extensa
Epicypta extensa är en tvåvingeart som beskrevs av Wu, He och Yang 1998. Epicypta extensa ingår i släktet Epicypta och familjen svampmyggor.
Artens utbredningsområde är Beijing (Kina). Inga underarter finns listade i Catalogue of Life.